# Rheumaptera icterata
Rheumaptera icterata là một loài bướm đêm trong họ Geometridae.